# Sine from Above
A Sine from Above Lady Gaga amerikai énekesnő és Elton John angol zenész közös dala, mely Gaga 2020-as Chromatica című hatodik stúdióalbumán jelent meg.   A lemezen a Chromatica III című zenekari felvétel előzi meg, majd annak folytatásaként csendül fel a Sine from Above az album tizennegyedik számaként. A dal produceri munkáját BloodPop, Burns, Axwell, Liohn és Johannes Klahr végezték, a dalszöveget pedig összesen 12 személy jegyzi. Műfaját tekintve egy elektropop dal drum and bass zárlattal, szövegét tekintve pedig a zene gyógyító erejéről szól.
Számos zenei kritikus a Chromatica egyik legkiválóbb dalaként hivatkozott a Sine from Above-ra kiemelve experimentális jellegét, mások azonban kritizálták a szám végén hallható breakdown részt és a John hangjára alkalmazott vokális effektusokat. A dal több ország hivatalos slágerlistájára is fel tudott kerülni, köztük az Egyesült Államokban is, ahol a 14. helyig jutott a Billboard Dance/Electronic Songs listáján. A Valentino divatmárka reklámjához Gaga felvett egy visszafogottabb, akusztikusabb verziót a dalból, míg az énekesnő Dawn of Chromatica című 2021-es remixalbumára Chester Lockhart, Mood Killer és Lil Texas készített remixváltozatot.

## Háttér és felvételek
A Sine from Above volt Lady Gaga és Elton John második stúdiós közreműködése a Hello, Hello című duettjük után, mely a 2011-es Gnómeó és Júlia című animációs filmben csendült fel. Az énekesek több alkalommal közösen is felléptek, köztük az 52. Grammy-gálán Gaga Speechless illetve John Your Song című dalát adták elő, továbbá a Lady Gaga and the Muppets Holiday Spectacular című televíziós különkiadásban a Bennie and the Jets és az Artpop című dalokkal készültek. Gaga később feldolgozta a Your Songot a John tiszteletére kiadott 2018-as Revamp című albumon.

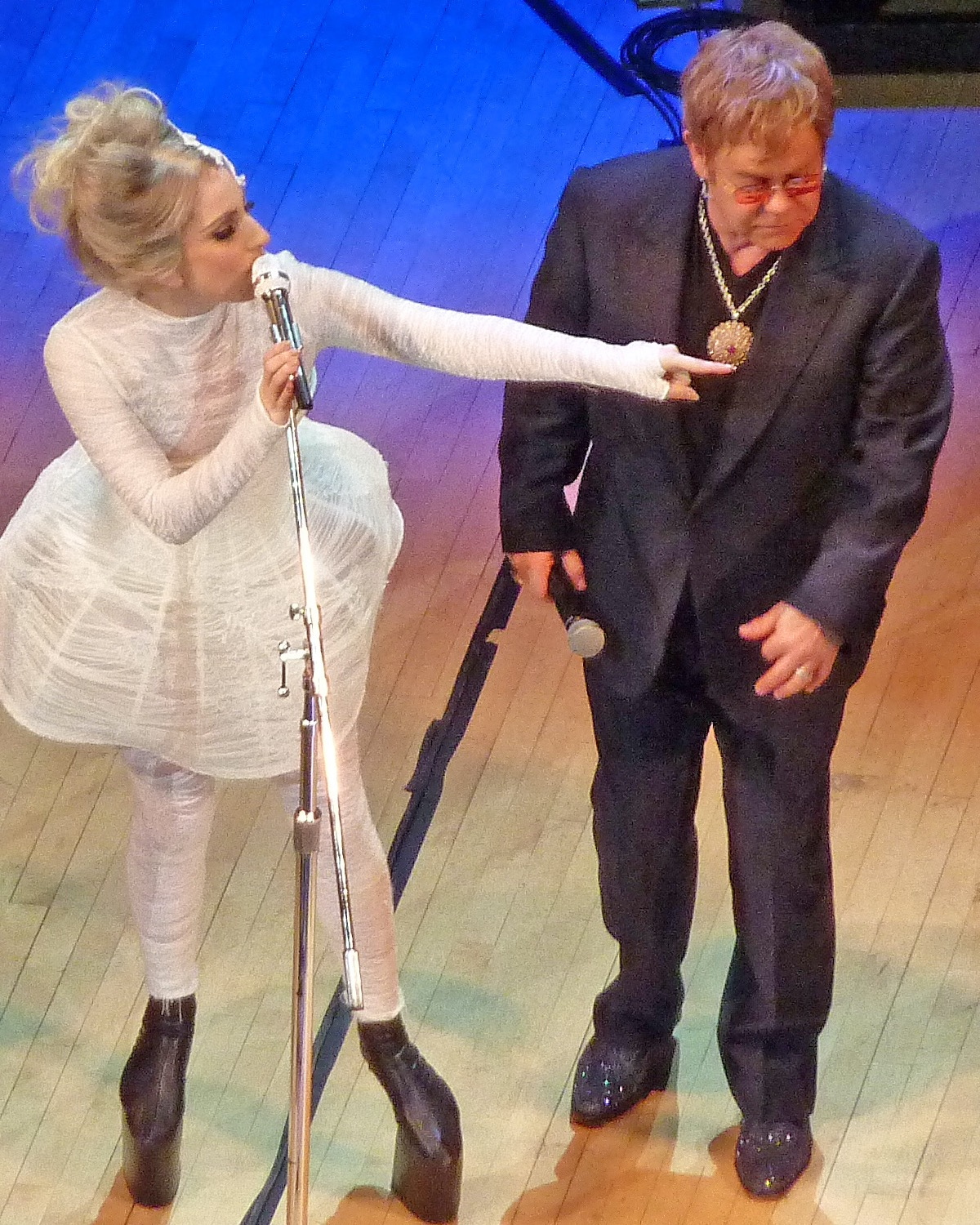
A dal egyik producere, Axwell ötlete volt, hogy a dal Lady Gaga és Elton John duettjeként szülessen meg.

A két előadó hosszú ideje szoros barátságot ápol, az énekesnő pedig „mentoraként” hivatkozott Johnra. Az Apple Musicon Zane Lowe műsorában Gaga beszélt a Johnnal való munkáról a Sine from Above-on, illetve elmondta azt is, hogy miért töltött be fontos szerepet számára a gyógyulás felé vezető úton:

„Elton mindig segített abban, hogy miként gondoskodjak a művészetemről és saját magamról. Ezt nagyon, nagyon tisztelem benne. Ő egy rendkívül különleges ember. Alig bírom szavakba önteni, hogy mennyire jelentős szerepet játszott az életemben abban, hogy megmutatta, miként lehet kitartani az életben… hogy miként lehet az ember hiteles és önmaga, és hogy miként lehet jó dolgokat tenni a világban, miközben törődsz önmagaddal és másoknak is segítesz.”

A Sine from Above produceri munkáját BloodPop, Burns, Axwell, Liohn and Johannes Klahr készítették, a dalszöveg pedig összesen 12 személy munkája. Axwell a Rolling Stone magazinnak adott interjújában beszélt a dal elkészítésének hátteréről: „Volt egy régi dalunk, amin körülbelül hét évvel ezelőtt dolgoztunk Elton Johnnal. Megpróbáltunk dolgozni rajta, de valahogy nem sikerült eljutni vele oda, ahova szerettük volna. Elég nehéz is volt Elton Johnnal felvenni a kapcsolatot. Ott volt a számítógépemen, aztán egyszer csak azt gondoltam: »Várjunk csak, Lady Gaga és Elton John haverok.«” Axwell ezt követően elküldte a demófelvételt Gagának és a társproducer BloodPopnak, akiknek megtetszett a szám, és úgy döntöttek, hogy felveszik Gaga Chromatica című 2020-as nagylemezére Johnnal közös változatban. Axwell azt is hozzátette, hogy a dal eredetileg „egy nyugodtabb, zongorás, akusztikus szám volt. Ez még mindig hallható a verzékben, [a végső változatnak] ugyanaz az akkordmenete.”
A dal felvételével kapcsolatban Burns elmondta, hogy John épp Ausztráliában turnézott, mikor a dal befejezésén dolgoztak. A szoros határidő miatt a felvételeket Skype-on keresztül kellett elvégezni úgy, hogy Elton Ausztráliában vonult stúdióba, mindenki más pedig Los Angelesben volt. John szerint a Sine from Above karrierje olyan periódusábanf jött, mikor nem kívánt új dalokat írni régi munkatársával, Bernie Taupinnel és inkább más előadók számaiban szeretett volna vendégelőadóként szerepelni.

## Kompozíció
A Sine from Above egy electronica stílus inspirálta elektropop szám trance szintikkel, és a dal végén pedig egy drum and bass breakdown résszel. Burns elmondta, hogy a dal vége az énekesnő ötlete volt: „Eredetileg az első változatomban egy 'Amen'-stílusú break ütem szerepelt rajta, aztán végül egy four-to-the-floor ritmus mellett döntöttünk. Az utolsó pillanatban Gaga arra gondolt, hogy kéne valami őrült, sokkoló befejező rész. Említette, hogy fel lehetne gyorsítani, így arra gondoltam miért ne lehetne visszahozni az 'Amen' breaket, de klasszikus Jungle formában.” Az American Songwriter magazinnal készült interjújában Gaga elmondta: „Azt akartam, hogy a dalnak legyen egy kiteljesedése, ahol nagyon természetes, dallamos módon kezdődjön, majd egyfajta kakofóniában végződjön. Egy kakofóniában, amely már jól érzem magam”, majd hozzátette, hogy a dal a kitartásról szól. A Musicnotes.comon közzétett kotta szerint a dal 4/4-es ütemben és C-moll hangnemben íródott, és 123-as percenkénti leütésszámmal rendelkezik. A vokálok hangterjedelme B♭3-tól E♭5-ig terjed.
Dalszövegét tekintve a dal a zene gyógyító erejéről illetve Gaga egy magasabb hatalommal való kapcsolatáról szól. Az énekesnő elmagyarázta, hogy a dalban szereplő szójáték arra utal, hogy a zene miként jelentette számára a kiutat, mikor fájdalmaival küszködött: „S-I-N-E, mert ez egy hanghullám. Ez a hang, a fentről érkező szinusz az, amely meggyógyított engem, és amitől képes lettem táncra perdülve távozni az albumon… A felvételi munkálatok későbbi szakaszán mondtam azt, hogy »Most pedig hadd tisztelegjek az előtt, aminek sikerült feltámasztania, ami nem más, mint a zene.«” A szinuszhullám a Chromatica albumborítóján is megjelenik, a Billboard pedig a dalszövegre utalva arra jutott, hogy a Sine from Above „Gaga küldetésnyilatkozata az album számára”. A Los Angeles Timestól Mikael Wood úgy vélte, hogy a dal arról szól, hogy milyen „fiatalnak érezni magad, miközben halhatatlan vagy”.

### Chromatica III
A Sine from Above a Chromatica album három olyan dala közül az egyik, melyet egy zenekari átvezető előz meg, amely aztán egyenesen a következő dalba illeszkedik zeneileg. Gaga célja az átvezetőkkel az volt, hogy kihangsúlyozza a lemez „filmszerű” érzetét, és különböző részekre tagolja az albumot. A Sine from Above-ot megelőző Chromatica III című átvezetőt Morgan Kibby zenész szerezte, és egy 26 tagból álló zenekar segítségével készítette el. A munkálatokkal kapcsolatban Kibby egy interjúban elmondta:

„A Chromatica III a Sine from Above zenei elrendezésének indult. Amikor a vonósokat szólóban vettük fel, BloodPopnak az az ötlete támadt, hogy külön pillanatként kéne szerepelnie, így ez lett az alapunk a Chromatica III-hez. Miután kielemeztük az elrendezés egyes részeit mind beleszerettünk, és BloodPop illetve Gaga ötlete volt azt hiszem az eső hangjainak hozzáadása. A III kulcsmomentuma a vonósok számára határozottan a hosszú hangjegy, mely áthajlik és felemelkedik, ezzel tisztelegve a szinuszhullám koncepciója előtt, illetve azt hiszem, hogy a további produceri munka ennek az elképzelésnek a kihangsúlyozását szolgálja.”

Az album értékelése során Patrick Gomez a The A.V. Clubtól a kompozíciót egy „váratlan fénypontként” jellemezte, és egy Hans Zimmer filmzenéhez hasonlította. A Chromatica III később felcsendült a 911 című dal videólipjében, ahol a háttérben hallható, miközben a jelenet során Gaga látható könnyek között egy autóbalesetet követően.
Grimes kanadai énekesnő és producer remixet készített volna az átvezetőhöz a 2021-es Dawn of Chromatica című remixalbumhoz, illetve átdolgozta volna a Chromatica I és Chromatica II kompozíciókat is, azonban munkája végül nem került fel a lemezre.

## Közreműködők
A közreműködők listája a Tidalon található információk szerint.

### Sine from Above
| - Lady Gaga – vokál, dalszerzés - Elton John – vokál, dalszerzés - BloodPop – produceri munka, dalszerzés, gitár, billentyűs hangszerek, ütős hangszerek, basszusgitár, dobok - Klahr – produceri munka, dalszerzés, gitár, billentyűs hangszerek, ütős hangszerek, basszusgitár, dobok - Axwell – produceri munka, dalszerzés, gitár, billentyűs hangszerek, ütős hangszerek, basszusgitár, dobok | - Liohn – produceri munka, dalszerzés, gitár, billentyűs hangszerek, ütős hangszerek, basszusgitár, dobok - Burns – produceri munka, gitár, billentyűs hangszerek - Rami Yacoub – további produceri munka, dalszerzés - Benjamin Rice – dalszerzés, hangkeverés, hangmérnöki munka, vokál producer - Ryan Tedder – dalszerzés | - Sebastian Ingrosso – dalszerzés - Vincent Pontare – dalszerzés - Salem Al Fakir – dalszerzés - Tom Norris – hangkeverés - E. Scott Kelly – hangkeverési asszisztens - Randy Merrill – maszterelés |

### Chromatica III
| - Lady Gaga – kompozíció, produceri munka - Morgan Kibby – kompozíció, produceri munka - Ian Walker – basszusgitár - Giovanna M Clayton – cselló - Timothy E Loo – cselló - Vanessa Freebairn-Smith – cselló - Amie Doherty – karmester - Allen Fogle – kürt - Dylan Hurt – kürt - Katelyn Faraudo – kürt - Laura K Brenes – kürt | - Mark Adams – kürt - Teag Reaves – kürt - Nicholas Daley – harsona - Reginald Yound – harsona - Steven M. Holtman – harsona - Andrew Duckles – brácsa - Erol Rynearson – brácsa - Linnea Powell – brácsa - Meredith Crawford – brácsa - Alyssa Park – hegedű - Chart Bisharat – hegedű | - Jessica Guideri – hegedű - Luanne Homzy – hegedű - Lucia Micarelli – hegedű - Marisa Kuney – hegedű - Neel Hammond – hegedű - Shalini Vijayan – hegedű - Songa Lee – hegedű - Mike Schuppan – hangkeverés - Randy Merrill – maszterelés - Gina Zimmitti – zenekari vállalkozó - Whitney Martin – zenekari vállalkozó |

## Slágerlistás helyezések
| Lista (2020)                                  | Legjobb helyezés |
| --------------------------------------------- | ---------------- |
| Ausztrália (ARIA)                             | 93               |
| Egyesült Királyság (UK Download Chart)        | 59               |
| Franciaország (SNEP)                          | 200              |
| Görögország (IFPI)                            | 94               |
| Portugália (AFP Top 100 Singles)              | 109              |
| Skócia (Scottish Singles Top 40)              | 82               |
| US Bubbling Under Hot 100 Singles (Billboard) | 16               |
| US Hot Dance/Electronic Songs (Billboard)     | 14               |
| Venezuela (Record Report)                     | 80               |

| Chart (2021)                              | Peak position |
| ----------------------------------------- | ------------- |
| US Hot Dance/Electronic Songs (Billboard) | 39            |

| Lista (2020)                              | Helyezés |
| ----------------------------------------- | -------- |
| US Hot Dance/Electronic Songs (Billboard) | 55       |

## Fordítás
- Ez a szócikk részben vagy egészben  a   Sine from Above című angol Wikipédia-szócikk fordításán alapul.  Az eredeti cikk szerkesztőit annak laptörténete sorolja fel. Ez a jelzés csupán a megfogalmazás eredetét és a szerzői jogokat jelzi, nem szolgál a cikkben szereplő információk forrásmegjelöléseként.

## Külső hivatkozások
- Lady Gaga & Elton John – Sine from Above. YouTube
- Lady Gaga  – Chromatica III. YouTube